# Motte de Kermain
La motte de Kermain est une ancienne motte castrale de Langonnet dans le Morbihan.

## Localisation
Le site est situé dans une vallée marécageuse immédiatement à l'ouest du hameau de Kermain, à environ 3,2 km à l'est du centre-bourg de Langonnet.

## Description
La motte elle-même est dressée selon une forme tronconique d'environ 3 m de haut pour 40 m de large. Une plateforme est aménagée au sommet, qui accueillait, comme l'attestent les traces archéologiques, une structure circulaire d'environ 7 m de diamètre. Construite en pierre taillée, il pourrait s'agir d'une tour.
La motte castrale est ceinte de fossés encore ennoyés.

## Historique
L'édifice est construit vers le milieu du Moyen Âge. Il aurait pu tenir un rôle davantage résidentielle que militaire.
Trop archaïque, cette construction est abandonnée à la fin du XIVe siècle, les seigneurs du lieu se faisant construire un manoir à 200 m au sud.
La motte castrale, ses fossés et le terrain — sol et sous-sol — sur lequel ils sont établis sont inscrits au titre des monuments historiques par l'arrêté du 28 novembre 1995.